# Флот відкритого моря (Німецька імперія)
Флот відкритого моря (нім. Hochseeflotte) — основне військове з'єднання флоту німецьких кайзерівських ВМС у ході Першої світової війни, який базувався у Вільгельмсгафені. В різний час флот очолювали адмірали:
- принц Генріх Прусський (1907–1909)
- Геннінг фон Гольцендорф (1909–1913)
- Фрідріх фон Інгеноль (1913–1915)
- Гуго фон Поль (1915–1916)
- Райнгард Шеер (1916–1918)
- Франц фон Гіппер (1918)
- Людвіг фон Ройтер (1919)

## Флот відкритого моря уПершій світовій війні
Флот відкритого моря створював постійну загрозу Британським островам і змушував британський Гранд-Фліт постійно перебувати в районі Північного моря протягом усієї війни, незважаючи на брак кораблів на інших театрах військових дій.
Британський Гранд-Флот чисельно переважав Флот відкритого моря у співвідношенні 3/2, хоча в перший рік війни спостерігалася рівність сил. Правда, досягнуто це співвідношення було швидше через розпорошення сил Гранд-Флоту, ніж у результаті активних дій німецьких ВМС. У наступні роки співвідношення змінилося на користь британського флоту. З цієї причини Флот відкритого моря уникав відкритих зіткнень з Гранд-Флотом і обирав стратегію рейдів у Північне море із метою виманити частину Гранд-Фліту, відрізати її від основних сил і знищити. Тим не менш, Битви в Гельголандській бухті (28 серпня 1914 року), біляДоггер-банки (24 січня 1915 року) і Ютландська морська битва (31 травня 1916 року) не справили вирішального впливу на розстановку сил у Північному морі.
Так як блокада Німеччини британським флотом створювала все зростаючі економічні труднощі, німецькі ВМС сконцентрували свої ресурси на веденні необмеженої підводної війни для ослаблення британського флоту та зняття блокади. Не рахуючи двох виходів у море (у серпні 1916 року і квітні 1918), Флот відкритого моря весь час перебував на своїй базі.
У жовтні 1918 року, перед обличчям поразки у війні та невдоволення народних мас, адмірал Шеер вирішив зробити відчайдушну атаку на Гранд-Фліт. Знаючи, що подібна операція не буде підтримана, він не проінформував уряд про свої задуми. Однак, коли був відданий наказ про вихід флоту в море (30 жовтня 1918 року), більшість моряків відмовився його виконувати. План атаки був скасований, проте повстання моряків спричинило за собою революцію, падіння імперського уряду (9 листопада 1918 року) і закінчення війни (11 листопада 1918).

## Затоплення Флоту відкритого моря

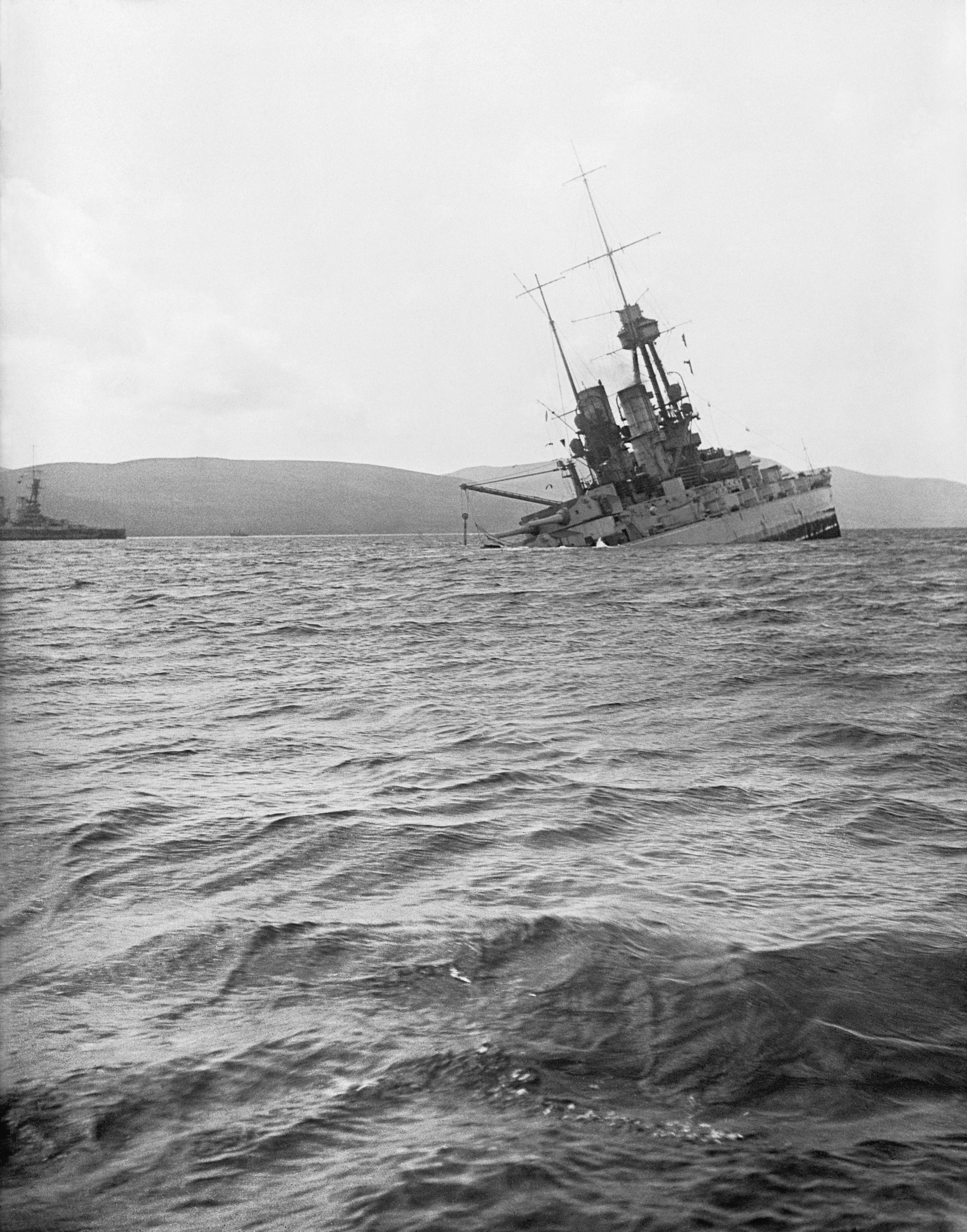
Затоплення лінкора SMS Bayern

За умовами перемир'я, Флот відкритого моря мав бути інтернований на базі британських Королівських ВМС Скапа-Флоу на Оркнейських островах. У ході «Операції ZZ» 21 листопада 1918 року 60 лінійних кораблів Антанти ескортували 11 лінійних кораблів, 5 лінійних крейсерів, 8 крейсерів і 48 ескадрених міноносців Флоту відкритого моря на стоянку в Скапа-Флоу, де і утримувалися більше півроку, чекаючи, поки переможці вирішать їх долю. На судах були залишені німецькі екіпажі, командувачем був призначений німецький контр-адмірал Людвіг фон Ройтер, англійці не піднімалися на борт німецьких кораблів без його дозволу.
Напередодні закінчення терміну перемир'я і підписання Версальського договору фон Ройтер не без підстав побоювався передачі німецького флоту союзникам. Щоб не допустити цього, було вирішено затопити кораблі.
Німці ретельно підготувалися до затоплення кораблів, при тому, що виконання цього задуму супроводжувалося відомими труднощами. Для того, щоб німецькі моряки не могли порушити умов перемир'я (наприклад, спробувавши втекти в нейтральну Норвегію), англійці тримали в Скапа-Флоу ескадру лінкорів і безліч сторожових кораблів. Радіостанції з німецьких кораблів були прибрані, переміщатися з корабля на корабель морякам заборонялося, проте німцям вдалося налагодити зв'язок через англійське судно, що перевозило пошту. Велика частина екіпажів німецьких кораблів була вивезена в Німеччину, щоб полегшити тим, що залишилися евакуацію з потопаючих судів. Дата затоплення флоту була обрана заздалегідь — 21 червня, передбачуваний день підписання Версальського договору. Незадовго до цього фон Ройтеру стало відомо, що підписання договору відкладається на два дні, але він вирішив не тягнути з задуманим, тим більше, що англійці, нічого не підозрюючи про його задум, вранці 21 червня повели ескадру лінкорів на навчання.
21 червня 1919 року в 10 годин 30 хвилин фон Ройтер подав заздалегідь обумовлений сигнал. Екіпажі підняли на кораблях німецькі військово-морські прапори та відкрили кінгстони, заклинивши їх. Протягом 5 годин було затоплено 10 лінкорів, 5 лінійних крейсерів, 5 легких крейсерів і 32 ескадрених міноносця. Один лінійний корабель («Баден»), 3 легких крейсери («Емден», «Нюрнберг» та «Франкфурт») та 14 міноносців були викинуті на мілину англійцями, що встигли втрутитися і довести кораблі до мілководдя. Тільки 4 міноносці залишилися на плаву. Усього було затоплено 51 корабель.
Англійцям було важко перешкодити затопленню кораблів, так як вони нічого не знали заздалегідь. Вони обстрілювали потопаючі кораблі, піднімалися на них, вимагаючи у німців закрити кінгстони, намагалися зробити це самі. Дев'ять німецьких моряків загинули в сутичках на борту (включаючи капітана лінійного корабля «Маркграф» Шуманна) або були застрелені в шлюпках. Вони стали останніми жертвами Першої світової війни.
Дев'ять німецьких матросів, які затопили свої кораблі, були розстріляні після показового трибуналу.

## Наслідки
Англійці і французи були роздратовані тим, що німецький флот затонув. Оскільки фон Ройтер і його підлеглі порушили умови перемир'я, вони були оголошені військовополоненими. Однак, англійський адмірал Уемісс зауважив:

Я дивлюся на затоплення, як на справжній дар небес. Він зняв болюче питання про розподіл німецьких кораблів. Вважаю, що спочатку буде багато криків, але коли стануть відомі факти, кожен подумає, на кшталт мене: «Слава Богу».

Після повернення з полону контр-адмірал фон Ройтер був зустрінутий на батьківщині як герой, який захистив честь ВМС Німеччини.

## Список кораблів флоту Відкритого моря, що перебували в Скапа-Флоу

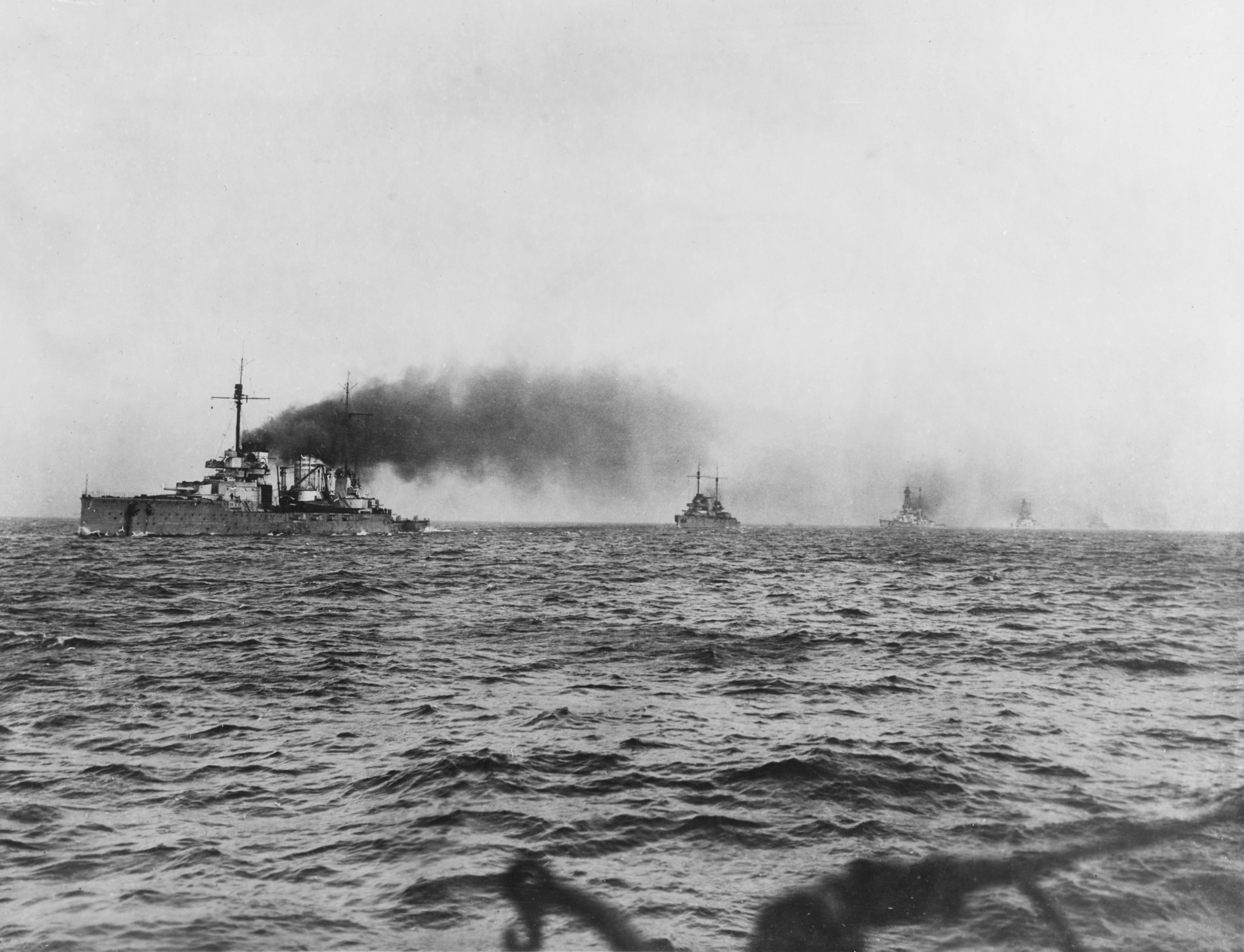
Корабли флоту Відкритого моря пливуть для інтернування в Скапа-Флоу

| Назва                | Тип              |                    | Доля                                                    |
| -------------------- | ---------------- | ------------------ | ------------------------------------------------------- |
| Seydlitz             | Лінійний крейсер | Затоплений         | Піднято в 1929                                          |
| Moltke               | Лінійний крейсер | Затоплений         | Піднято в 1927                                          |
| Von der Tann         | Лінійний крейсер | Затоплений         | Піднято у 1930                                          |
| Derfflinger          | Лінійний крейсер | Затоплений         | Піднято в 1939                                          |
| Hindenburg           | Лінійний крейсер | Затоплений         | Піднято у 1930                                          |
| Kaiser               | Лінкор           | Затоплений         | Піднято в 1929                                          |
| Prinzregent Luitpold | Лінкор           | Затоплений         | Піднято в 1929                                          |
| Kaiserin             | Лінкор           | Затоплений         | Піднято в 1936                                          |
| Friedrich der Grosse | Лінкор           | Затоплений         | Піднято в 1937                                          |
| König Albert         | Лінкор           | Затоплений         | Піднято в 1935                                          |
| König                | Лінкор           | Затоплений         | Не піднятий                                             |
| Großer Kurfürst      | Лінкор           | Затоплений         | Піднято у 1933                                          |
| Kronprinz            | Лінкор           | Затоплений         | Не піднято                                              |
| Markgraf             | Лінкор           | Затоплений         | Не піднято                                              |
| Baden                | Лінкор           | Викинуто на мілину | Переданий Великій Британії, потоплений як мішень у 1921 |
| Bayern               | Лінкор           | Затоплений         | Піднято у 1933                                          |
| Brummer              | Крейсер          | Затоплений         | Не піднято                                              |
| Bremse               | Крейсер          | Затоплений         | Піднято в 1929                                          |
| Dresden              | Крейсер          | Затоплений         | Не піднято                                              |
| Cöln                 | Крейсер          | Затоплений         | Не піднято                                              |
| Karlsruhe            | Крейсер          | Затоплений         | Не піднято                                              |
| Nürnberg             | Крейсер          | Викинуто на мілину | Переданий Великій Британії, потоплений як мішень у 1922 |
| Emden                | Крейсер          | Викинуто на мілину | Переданий Франції, розібраний у 1926                    |
| Frankfurt            | Крейсер          | Викинуто на мілину | Переданий США, потоплений як мішень у 1921              |
| S32                  | Есмінець         | Затоплений         | Піднято в 1925                                          |
| S36                  | Есмінець         | Затоплений         | Піднято в 1925                                          |
| G38                  | Есмінець         | Затоплений         | Піднято в 1924                                          |
| G39                  | Есмінець         | Затоплений         | Піднято в 1925                                          |
| G40                  | Есмінець         | Затоплений         | Піднято в 1925                                          |
| V43                  | Есмінець         | Викинуто на мілину | Переданий США, потоплений як мішень у 1921              |
| V44                  | Есмінець         | Викинуто на мілину | Переданий Великій Британії, розібраний в 1922           |
| V45                  | Есмінець         | Затоплений         | Піднято в 1922                                          |
| V46                  | Есмінець         | Викинуто на мілину | Переданий Франції, розібраний у 1924                    |
| S49                  | Есмінець         | Затоплений         | Піднято в 1924                                          |
| S50                  | Есмінець         | Затоплений         | Піднято в 1924                                          |
| S51                  | Есмінець         | Викинуто на мілину | Переданий Великій Британії, розібраний у 1922           |
| S52                  | Есмінець         | Затоплений         | Піднято в 1924                                          |
| S53                  | Есмінець         | Затоплений         | Піднято в 1924                                          |
| S54                  | Есмінець         | Затоплений         | Піднято в 1921                                          |
| S55                  | Есмінець         | Затоплений         | Піднято в 1924                                          |
| S56                  | Есмінець         | Затоплений         | Піднято в 1925                                          |
| S60                  | Есмінець         | Викинуто на мілину | Переданий Японії, розібрано 1922                        |
| S65                  | Есмінець         | Затоплений         | Піднято в 1922                                          |
| V70                  | Есмінець         | Затоплений         | Піднято в 1924                                          |
| V73                  | Есмінець         | Викинуто на мілину | Переданий Великій Британії, розібраний у 1922           |
| V78                  | Есмінець         | Затоплений         | Піднято в 1925                                          |
| V80                  | Есмінець         | Викинуто на мілину | Переданий Японії, розібраний у 1922                     |
| V81                  | Есмінець         | Викинуто на мілину | Затонув по дорозі на розбирання                         |
| V82                  | Есмінець         | Викинуто на мілину | Переданий Великій Британії, розібраний у 1922           |
| V83                  | Есмінець         | Затоплений         | Піднято в 1923                                          |
| V86                  | Есмінець         | Затоплений         | Піднято в 1925                                          |
| V89                  | Есмінець         | Затоплений         | Піднято в 1922                                          |
| V91                  | Есмінець         | Затоплений         | Піднято в 1924                                          |
| G92                  | Есмінець         | Викинуто на мілину | Переданий Великій Британії, розібраний у 1922           |
| Gps-логери g101      | Есмінець         | Затоплений         | Піднято в 1926                                          |
| G102                 | Есмінець         | Викинуто на мілину | Переданий США, потоплений як мішень у 1921              |
| G103                 | Есмінець         | Затоплений         | Піднято в 1925                                          |
| G104                 | Есмінець         | Затоплений         | Піднято в 1926                                          |
| B109                 | Есмінець         | Затоплений         | Піднято в 1926                                          |
| B110                 | Есмінець         | Затоплений         | Піднято в 1925                                          |
| B111                 | Есмінець         | Затоплений         | Піднято в 1926                                          |
| B112                 | Есмінець         | Затоплений         | Піднято в 1926                                          |
| V125                 | Есмінець         | Викинуто на мілину | Переданий Великій Британії, розібраний у 1922           |
| V126                 | Есмінець         | Викинуто на мілину | Переданий Франції, розібраний у 1925                    |
| V127                 | Есмінець         | Викинуто на мілину | Переданий Японії, розібраний у 1922                     |
| V128                 | Есмінець         | Викинуто на мілину | Переданий Великій Британії, розібраний у 1922           |
| V129                 | Есмінець         | Затоплений         | Піднято в 1925                                          |
| S131                 | Есмінець         | Затоплений         | Піднято в 1924                                          |
| S132                 | Есмінець         | Викинуто на мілину | Переданий США, затоплений у 1921                        |
| S136                 | Есмінець         | Затоплений         | Піднято в 1925                                          |
| S137                 | Есмінець         | Викинуто на мілину | Переданий Великій Британії, розібраний у 1922           |
| S138                 | Есмінець         | Затоплений         | Піднято в 1925                                          |
| H145                 | Есмінець         | Затоплений         | Піднято в 1925                                          |
| V100                 | Есмінець         | Викинуто на мілину | Переданий Франції, розібраний у 1921                    |